# Vittorio Marcelli

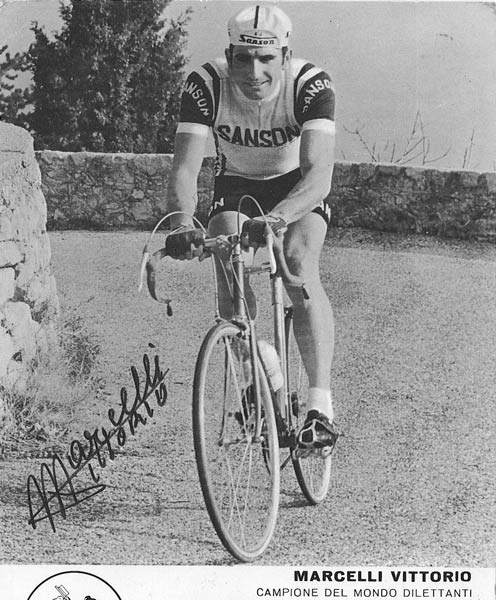
Vittorio Marcelli

Vittorio Marcelli (* 3. Juni 1944 in Magliano de’ Marsi, Italien) ist ein ehemaliger italienischer Radsportler. 1968 wurde er Amateur-Weltmeister im Einzelstraßenrennen.

## Sportliche Laufbahn
Marcelli wurde als Amateur von Trainer Giovanni Proietti zum Radsportklub G.S. Ferrarelle nach Rom geholt. Der Klub galt im italienischen Radsport als Talenteschmiede. Später wechselte Marcelli zum Klub Pedale Ravennate nach Ravenna, wo er sich bei Trainer Oscar Minzoni auf die Radweltmeisterschaften 1967 und die Olympischen Spiele 1968 vorbereitete. 1967 startete der 23-jährige 1,85 Meter große Marcelli zunächst bei der Tour de l’Avenir und wurde in der Gesamtwertung 13. Bei der Weltmeisterschaft 1967 gehörte er zum Italien-Vierer, der im 100-km-Mannschaftszeitfahren den dritten Platz erreichte. Der Höhepunkt seiner Radsportkarriere war die UCI-Rad-Weltmeisterschaft 1968, bei der im Einzelrennen der Amateure Weltmeister wurde und im Mannschaftszeitfahren erneut auf Platz drei kam. Bei den Olympischen Sommerspielen 1968 wurde Marcelli im Mannschaftszeitfahren eingesetzt und holte auch hier mit der italienischen Mannschaft den dritten Platz und die Bronzemedaille. In der DDR gewann er 1968 gemeinsam mit Giovanni Cavalcanti, Mauro Simonetti und Giovanni Bramucci den Internationalen Olympia-Preis der DDR. 
Nach der Radsportsaison 1968 wechselte Marcelli in das Berufsfahrerlager, wo er sich dem italienischen Radsportteam Sanson anschloss. Er begann seine Profilaufbahn 1969 mit der Teilnahme am Eintagesrennen Giro della Toscana, bei dem er unter 47 gewerteten Fahrern den 23. Platz erreichte. Beim anschließenden Eintagesrennen Coppa Bernocchi reichte es unter 102 Platzierten auch nur zu Rang 68. Beim 1969er Giro d’Italia landete Marcelli mit Platz 64 erneut nur im letzten Drittel des Teilnehmerfeldes. Der einzige Podestplatz der Saison 1969 bei einer nennenswerten Veranstaltung war Platz zwei beim Zeitfahren Grand Prix Castrocaro Terme im italienischen Forlì. 1970 wechselte Marcelli zum italienischen Team Salvarani, wo unter anderem auch der Gewinner der Tour de France und des Giro d’Italia unter Vertrag stand. Bekannt wurden Marcellis 117. Platz bei der Tour de France und Rang 35 beim Grand Prix von Montelupo Fiorentino. Noch im selben Jahr musste er wegen einer dauerhaften Knieschädigung den Leistungssport aufgeben.